# Diapoma pyrrhopteryx
Diapoma pyrrhopteryx är en fiskart som beskrevs av Menezes och Weitzman 2011. Diapoma pyrrhopteryx ingår i släktet Diapoma och familjen Characidae. Inga underarter finns listade i Catalogue of Life.